# Alexander Alexandrowitsch Prochorenko
Alexander Alexandrowitsch Prochorenko (russisch Алекса́ндр Алекса́ндрович Прохоре́нко; * 22. Juni 1990 in Gorodki, Tjulganski rajon, Oblast Orenburg, Sowjetunion; † 17. März 2016 bei Palmyra, Syrien) war ein russischer Soldat im Kampf gegen die Terrororganisation Islamischer Staat (IS). Er kam bei der Befreiung Palmyras ums Leben und wurde postum mit dem Orden Held der Russischen Föderation geehrt.

## Ausbildung

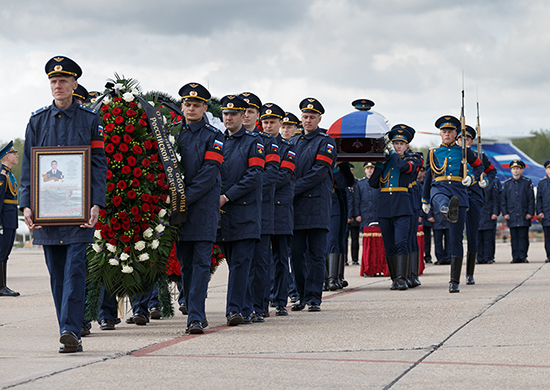
Rückführung des Leichnams von Prochorenko auf dem Militärflugplatz Tschkalowski am 5. Mai 2016

Prochorenko entstammt einer Arbeiterfamilie und machte im Jahr 2007 den Abschluss an der Mittelschule seines Heimatdorfes Gorodki. Im August 2007 trat er den russischen Streitkräften bei und besuchte die Orenburger Hochschule für Luftabwehr (Оренбургское высшее зенитное ракетное училище; Orenburgskoje wysscheje senitnoje raketnoje utschilischtsche). Im Zuge der Auflösung der Hochschule wurde Prochorenko 2008 an die Militärakademie für Luftabwehr der Streitkräfte der Russischen Föderation (Военная академия войсковой противовоздушной обороны Вооружённых Сил Российской Федерации; Wojennaja akademija woiskowoi protiwowosduschnoi oborony Wooruschonnych Sil Rossijskoi Federazii) in Smolensk versetzt und trat in der Folge den Spezialkräften der Russischen Föderation (ССО ВС Росси́и; SSO WS Rossii) bei.

## Einsatz bei Palmyra

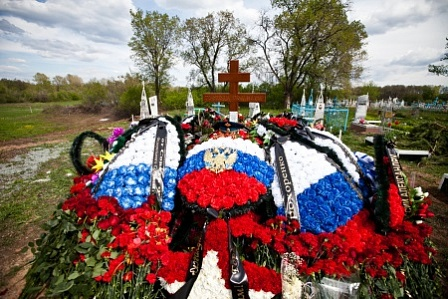
Grab Prochorenkos auf dem Friedhof seines Heimatortes Gorodki

Alexander Prochorenko war zuletzt als Oberleutnant (старший лейтенант; starschi leitenant) im Einsatz für die Spezialeinheit GRU SpezNas. Prochorenko wurde, laut Angaben des Verteidigungsministeriums, als vorgeschobener Beobachter bei einer Sondermission bei Palmyra von islamistischen Kämpfern des Islamischen Staates umzingelt. Er soll seine Position der russischen Luftwaffe mitgeteilt und auf Grund der aussichtslosen Lage einen Luftschlag auf seinen Standort befohlen haben. Prochorenko wurde bei dem Luftschlag zusammen mit einer unbekannten Anzahl von Dschihadisten getötet. Laut offizieller russischer Angaben sei er der sechste getötete Russe in Syrien gewesen und hinterließ seine schwangere Ehefrau.
Per Ukas № 169 des Präsidenten Wladimir Putin erhielt Prochorenko am 11. April 2016 postum den Orden Held der Russischen Föderation. Friedrich Schmidt (Frankfurter Allgemeine Zeitung) sieht die russische Berichterstattung als Propagandamittel Putins an. Der britische Daily Mirror benannte Prochorenko für sein Vorgehen als „Russian Rambo“.
Der Leichnam Prochorenkos konnte mit Hilfe kurdischer Peschmerga geborgen und am 29. April nach Moskau überführt werden. Prochorenko wurde mit militärischen Ehren am 6. Mai 2016 auf dem Friedhof von Gorodki beigesetzt. Der Tag des Begräbnisses wurde in der Oblast Orenburg zum Trauertag erklärt.
In den Städten Grosny und Orenburg wurden Straßen nach ihm benannt und Gedenktafeln aufgestellt. Im italienischen Vagli Sotto wurde ein Denkmal für ihn aufgestellt.

## Auszeichnungen
- Held der Russischen Föderation (per Ukas des Präsidenten Wladimir Putin)
- Medaille «Für den militärischen Heldenmut» (2. Stufe; Verteidigungsministerium)
- Medaille «Für den ausgezeichneten Abschluss der Militärhochschule» (Verteidigungsministerium)